# Ахрамєєв Віктор Семенович
Віктор Семенович Ахрамє́єв (нар. 14 січня 1926, Михайловка — пом. 1 серпня 1989, Маріуполь) — російський і український радянський актор.

## Біографія
Народився 14 січня 1926 року в селі Михайловці (нині Усть-Калманський район Алтайського краю, Росія). 1948 року закінчив театральну студію при Алма-Атинському театрі російської драми.
Упродовж 1949—1962 і 1963—1972 років служив в Алма-Атинському театрі російської драми; у 1962—1963 роках — в Мінському драматичному театрі; у 1974—1977 роках — в Новосибрському драматичному театрі. З 1977 року — актор Донецького обласного драматичного театру в Маріуполі. Помер у Маріуполі 1 серпня 1989 року

## Творчість
театральні ролі
- Ромодан («Крила» Олександра Корнійчука);
- Гнат Гиря («97» Миколи Куліша);
- Ніл («Міщани» Максима Горького);
- Абай («Абай» Мухтара Ауезова);
- Ясон («Медея» Евріпіда);
- Архип Куїнджі («Той, що йде за сонцем» Гарольда Бодикіна);
- Король Лір («Король Лір» Вільяма Шекспіра);
- Тимофій («Характери» Василя Шукшина).

ролі в кіно
- Олександр Козир (1958, «Ми з Семиріччя»);
- Ігнатор (1959, «Дорога життя»);
- Пудалов (1988, «Алтунін приймає рішення»);
- учасник наради (1980, «Крупна розмова»).

Автор п'єси «Макар Мазай».

## Відзнаки
- Нагороджений орденом «Знак Пошани» (3 січня 1959; за видатні заслуги у розвитку казахського мистецтва та літератури та у зв'язку з декадою казахського мистецтва та літератури у Москві)[1];
- Заслужений артист Казахської РСР з 1961 року.